# Fredy Hirsch
Fredy Hirsch (bürgerlich Alfred Hirsch; geboren am 11. Februar 1916 in Aachen; gestorben am 8. März 1944 im KZ Auschwitz-Birkenau) war ein deutscher Funktionär des 1928 gegründeten Jüdischen Pfadfinderbundes und jüdischer Häftling im Vernichtungs- und Konzentrationslager Auschwitz-Birkenau. Dort engagierte er sich für die Erziehung und das Überleben von tschechischen jüdischen Kindern aus dem Ghetto Theresienstadt.

## Leben
Alfred „Fredy“ Hirsch, Sohn des Metzgers und Lebensmittelgroßhändlers Heinrich Hirsch (geboren in Aachen) und dessen Frau Olga geborene Heinemann (geboren in Grevenbroich), wuchs in Aachen auf. 1926 starb sein Vater nach langer Krankheit. Zusammen mit dem älteren Bruder Paul beteiligte sich Fredy Hirsch in der jüdischen Pfadfinderbewegung, die auch zionistische Ziele anstrebte. Von 1926 bis 1931 besuchte er die damalige Hindenburg-Schule, eine Oberrealschule mit Realgymnasium, ihr Nachfolger ist seit 1945 das Couven-Gymnasium. Ab 1933 leitete er den Jüdischen Pfadfinderbund Deutschland in Düsseldorf. 
Sein Bruder Paul Hirsch studierte am Jüdisch-Theologischen Seminar in Breslau. Er emigrierte 1933 mit der Mutter nach Bolivien, wo er als Rabbiner arbeitete, in den 1950er Jahren wurde er Rabbiner in Buenos Aires, Argentinien.
Fredy Hirsch wollte – so heißt es – 1933 nicht mit nach Bolivien emigrieren. Er verließ 1934 Düsseldorf und zog nach Frankfurt am Main und von dort im November 1935 ins Exil in die Tschechoslowakei. Dort lebte er zunächst in Prag. Von 1936 bis 1939 wohnte er in Brünn und Mährisch Ostrau. In Brünn arbeitete er als Rhythmik-Lehrer in der Makkabi-Vereinigung, wo, wie die Historikerin Anna Hájková nachgewiesen hat, er auch seinen Lebenspartner, den Medizinstudenten Jan Mautner, kennenlernte. Er arbeitete an der Hachscharah mit, den Vorbereitungskursen auf die Auswanderung nach Palästina. Von dort zog er zurück nach Prag. Am 24. November 1941 wurden 324 jüdische Männer, das sogenannte Aufbaukommando, nach Theresienstadt deportiert, um dort beim Ausbau des Ghettos durch die Schutzstaffel (SS) eingesetzt zu werden. Zusätzlich kamen 1000 Männer als zweites Aufbaukommando nach Theresienstadt. Hirsch gehörte dem 24-köpfigen „Stab“ der Prager Jüdischen Gemeinde an, der ab 4. Dezember 1941 die organisatorische Struktur des Ghettos aufbauen musste. Im Rahmen der begrenzten und strikt überwachten Theresienstädter jüdischen Selbstverwaltung engagierte sich Hirsch in der Jugendfürsorge für die gefangenen jüdischen Kinder und bekleidete dort eine leitende Funktion. Hirsch organisierte unter anderem Sport- und Kulturveranstaltungen für die gefangenen Kinder. 
Von Theresienstadt wurde er am 6. September 1943 gemeinsam mit anderen Häftlingen mit einem Transport ins Vernichtungslager Auschwitz-Birkenau deportiert. Im Block 31 (Kinderblock), innerhalb des um diese besondere Häftlingsgruppe herum abgeschotteten Lagerbereiches Familienlager Theresienstadt (B IIb), erreichte er etwas verbesserte Verpflegungs- und Hygienebedingungen für die gefangenen Kinder und Erzieherinnen. Kurz bevor der erste Transport des Familienlagers von der SS in die Gaskammern geschickt wurde, wurde Fredy Hirsch tot aufgefunden. Nach Diagnose eines Häftlingsarztes hatte er sich durch eine Überdosis Barbiturat das Leben genommen. Nach Recherchen des Journalisten Dirk Kämper bestehen allerdings inzwischen erhebliche Zweifel an der Selbsttötungsthese.

## Gedenken

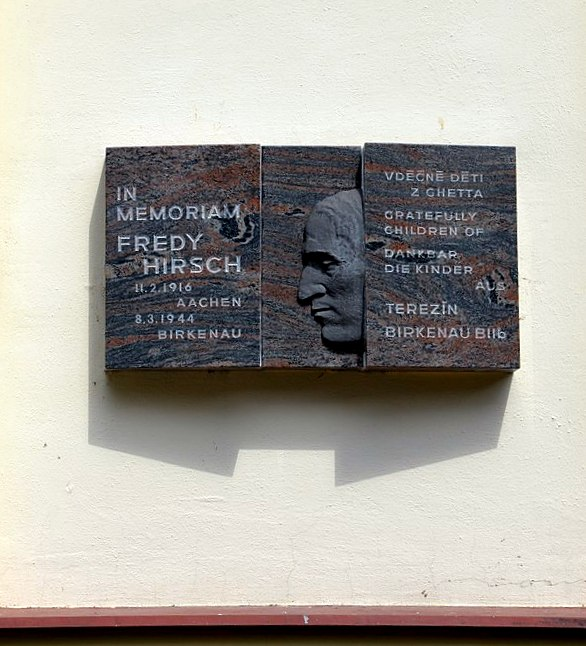
Gedenktafel für Fredy Hirsch in Terezin
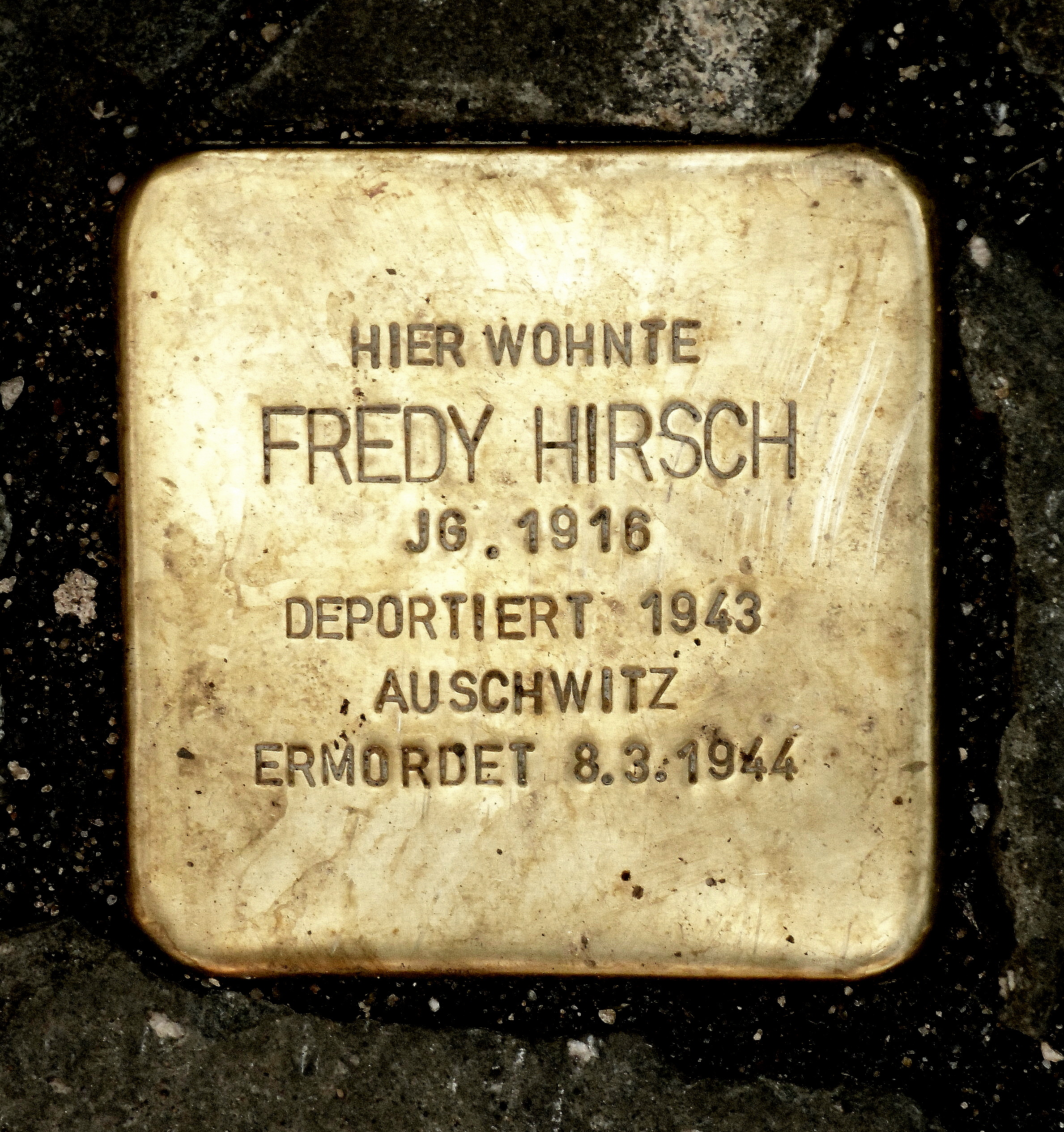
Neuer Stolperstein vor Hirschs ehemaligem Wohnort in Aachen mit neuem Text

- In Theresienstadt erinnert eine Gedenktafel im Garten des ehemaligen Knabenheims L 417 an Fredy Hirsch.
- Um Fredy Hirschs Leben zu gedenken und die Menschen an die Taten der Nazis in der Kriegszeit zu erinnern, wurde Fredy Hirsch zu Ehren an seinem vermeintlich ehemaligen Wohnort in Aachen in der Richardstraße 7 ein Stolperstein gesetzt.[4] Dieser wurde am 24. Juni 2021 ausgetauscht und mit neuem Text versehen. Weil neuere Forschungen ergeben haben, dass die ursprüngliche Richardstraße heute teilweise zur Teil Martin-Luther-Straße umbenannt wurde, lag der Stolperstein zunächst an der falschen Stelle und wurde 2023 vor das Haus in der Martin-Luther-Str. 7 verlegt.[5] Fredy Hirsch war zudem eine zentrale Figur in der ZDF-Dokumentation Mit dem Mut der Verzweiflung.[6]
- Der im Jahre 2013 in der Richardstraße gegründete Gemeinschaftsgarten der Initiative Urbane Gemeinschaftsgärten Aachen e.V. erhielt zur Erinnerung an Fredy Hirsch den Namen HirschGrün.
- Am 12. Februar 2016, seinem hundertsten Geburtstag, veranstaltete das Aachener Couven-Gymnasium einen Festakt für Fredy Hirsch, bei dem die Schulmensa in Fredy-Hirsch-Forum umbenannt wurde. Vier Zeitzeugen aus Tschechien und Israel, die den Geehrten gekannt hatten und ihm ihr Überleben in Auschwitz verdankten, sowie auch eine Nichte und ein Biograf von Fredy Hirsch waren Ehrengäste.
- 2017 wurde der Stamm der VCP-Pfadfinder in Berlin-Kreuzberg nach Fredy Hirsch benannt.[7]
- 2021 wurde Fredy Hirsch anlässlich seines 105. Geburtstags von der Suchmaschine Google mit einem Doodle geehrt.[8]

## Film und Rundfunk
- ZDF-Dokumentation: Oliver Halmburger: Mit dem Mut der Verzweiflung. 70 Jahre nach Auschwitz, Sendung vom 27. Januar 2015. Der nach einem Drehbuch von Dirk Kämper von Hugo Egon Balder moderierte Film schildert das Schicksal von Menschen, die trotz ständiger Todesgefahr in der Hölle der Mordmaschinerie Mut bewiesen, ihre Menschlichkeit bewahrten, sich für andere opferten.
- Der stille Held von Auschwitz, Sendung von Jürgen Nendza und Eduard Hoffmann über Fredy Hirsch in der Reihe Lange Nacht von Deutschlandfunk / Deutschlandradio Kultur vom 28. Januar 2017 (mit ausführlicher Literaturliste), Manuskript der Sendung als PDF
- Dear Fredy, Dokumentarfilm von Rubi Gat mit Zeitzeugen, Israel 2017.
- ZDF-History: Ein deutscher Held – Fredy Hirsch und die Kinder des Holocaust, Dokumentarfilm von Winfried Laasch mit Zeitzeugen, Sendung vom 27. Januar 2019.